# Conus spectrum
Conus spectrum е вид охлюв от семейство Conidae. Видът не е застрашен от изчезване.

## Разпространение и местообитание
Разпространен е в Австралия (Ашмор и Картие, Западна Австралия, Коралови острови, Куинсланд и Северна територия), Индонезия (Бали, Калимантан, Малки Зондски острови, Малуку, Сулавеси, Суматра и Ява), Папуа Нова Гвинея, Провинции в КНР, Тайван, Филипини и Япония (Рюкю).
Обитава пясъчните дъна на морета. Среща се на дълбочина от 3,5 до 51,2 m, при температура на водата от 25,4 до 26,2 °C и соленост 35,1 – 35,3 ‰.